# Glyptosternon
Glyptosternon is een geslacht van straalvinnige vissen uit de familie van de zuigmeervallen (Sisoridae).

## Soorten
- Glyptosternon akhtari Silas, 1952
- Glyptosternon maculatum (Regan, 1905)
- Glyptosternon malaisei Rendahl & Vestergren, 1941
- Glyptosternon reticulatum McClelland, 1842
- Glyptosternon oschanini Herzenstein, 1889